# Godsbanen (Aarhus)
 For alternative betydninger, se Godsbanen. (Se også artikler, som begynder med Godsbanen)
Kulturproduktionscentret Godsbanen er indrettet i den tidligere Aarhus Godsbanegård i Karen Wegeners Gade 8 midt i Aarhus.
Godsbanen er beliggende i brokvarteret kaldet Aarhus K
Godsbanen blev indviet 30. marts 2012 efter en større ombygning og renovering, og her kan man opleve udstillinger, teater, oplæsninger, koncerter, markeder mm. Man kan også arbejde i værkstederne og projektlokalerne, deltage i et af de mere end 400 årlige arrangementer eller måske gå en tur på taget.
Beslutningen om etablering af et kulturelt produktionscenter på godsbanegården blev allerede truffet i 2003, og projektet blev realiseret i et samarbejde mellem Aarhus Kommune og Realdania.

## Faciliteter
Godsbanen huser en lang række kulturelle aktører; bl.a. Godsbanens Åbne Værksteder, Teater Katapult, spillestedet Radar, restaurant/café Spiselauget, Åbne Scene, Aarhus Billedkunstcenter, Aarhus Litteraturcenter og mange flere inden for alle kulturgenrer. Se alle aktører på www.godsbanen.dk
Godsbanens 10.500 m² faciliteter lejes ud til alle og omfatter blandt andet blackboxen Åbne Scene, Rå hal med plads til 1.200 personer, projektpladser, udstillingsfaciliteter, gæsteboliger, mødelokaler, prøvelokaler og store og små projektrum.
Banedanmark har stadigt enkelte spor på området som benyttes af DSB, samt et trinbræt som udelukkende benyttes som station af kongehuset

## Omgivelserne
Områderne omkring den gamle Godsbanebygning – fra Skovgaardsgade og ud under Ringgadebroen - tæller i alt 100.000 m². Området er i voldsom vækst og vil frem til ca 2025 blive til en helt ny bydel, Aarhus K.
- Stemningen på Aarhus K bliver ofte sammenlignet med den på fristaden Christiania
- Området på Aarhus K er centrum for mange begivenheder og har et rigt kulturliv
- Aarhus K set fra ringgadebroen ved nat. Institut for X og Godsbanen kan skimtes i horisonten.
- Godsbanearealerne, med udsyn over Institut for (X) og Ringgadebroen
- Aarhus K, med "K" for kultur, kreativitet, kulturhistorie og knudepunkt.
- Nyt og gammelt på Aarhus K.
- Aarhus K om aftenen.
- Aarhus K med nyt byggeri der skyder op (Æggepakkeriet).
- Grafittikunst 2019.